# Orion (Kings Island)
Orion in Kings Island (Mason, Ohio, Vereinigte Staaten) ist eine Stahlachterbahn vom Modell Hyper Coaster des Herstellers Bolliger & Mabillard, die am 2. Juli 2020 eröffnet wurde. Zurzeit (Stand Dezember 2024) ist sie die fünftschnellste und siebthöchste in Betrieb befindliche Achterbahn der Welt.
Die 1621,8 m lange Strecke erreicht eine Höhe von 87,5 m und verfügt über eine 91,4 m hohe erste Abfahrt, auf der die Züge eine Höchstgeschwindigkeit von 146,5 km/h erreichen. Das besonders auf Airtime ausgelegte Streckenlayout verfügt über mehrere Hügel von 53 m, 61,6 m, 17,1 m, 44,8 m, 38,1 m, 27,4 m und 25,3 m Höhe.

## Züge
Orion verfügt über drei Züge mit jeweils acht Wagen. In jedem Wagen können vier Personen (eine Reihe) Platz nehmen.